# Kyasanuru, Sorab
Kyasanuru là một làng thuộc tehsil Sorab, huyện Shimoga, bang Karnataka, Ấn Độ.